# Mike Cobbins
Michael Cobbins, detto Mike (Amarillo, 9 agosto 1992), è un cestista statunitense.

## High school
Cobbins ha frequentato la Palo Duro High School dove, come junior, ha avuto una media di 18.3 punti e 10.5 rimbalzi a partita, conducendo i Dons alle Region I-4A finals. Nella stagione da senior, ha fatto registrare una media di 15.1 punti e 9.7 rimbalzi.

## College
Dopo il diploma a Palo Duro, Cobbins ha frequentato Oklahoma State dove in 105 gare ha garantito 5.8 punti, 5.6 rimbalzi e 1.6 stoppate in 25.4 minuti per gara.

## Carriera Professionistica
Non chiamato nel 2015 NBA draft, Cobbins partecipò per gli Oklahoma City Thunder alla NBA Summer League 2015. Il 3 novembre, viene acquistato dagli Oklahoma City Blue come giocatore affiliato dei Thunder.
Il 19 luglio 2016, Cobbins firma per i greci dell'Apollon Patrasso.
Il 22 agosto 2018, Cobbins viene selezionato dai Capital City Go-Go della G League nell'expansion draft 2018.
L'11 settembre 2018 firma per Spalato
Per la stagione 2019–20, Cobbins firma con i Capital City Go-Go della NBA G League.
Nel 2021 ha giocato per il Maccabi Haifa della Israeli Basketball Premier League. Il 26 luglio 2021 ha ufficializzato la sua firma con la Pallacanestro Brescia in Lega Basket Serie A (LBA) italiana.

## Palmarès
- Coppa Italia: 1

Brescia: 2023